# Lidar

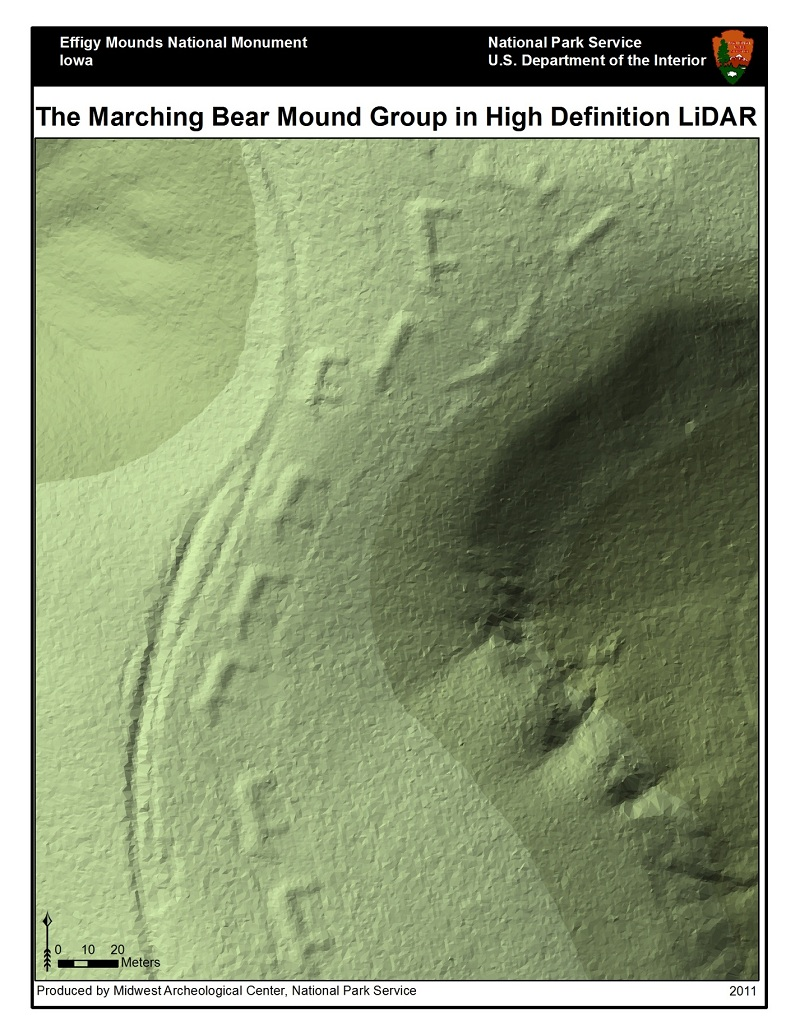

LIDAR of o.a. lidar en LiDAR staat voor LIght Detection And Ranging of Laser Imaging Detection And Ranging en is een technologie die de afstand tot een object of oppervlak bepaalt door middel van het gebruik van laserpulsen.
Lidar werkt volgens hetzelfde principe als radar: een signaal wordt uitgezonden en zal enige tijd later na reflectie weer worden opgevangen. De afstand tot het object of oppervlak wordt bepaald door de tijd te meten die verstrijkt tussen het uitzenden van een puls en het opvangen van een reflectie van die puls. Het verschil tussen lidar en radar is dat lidar gebruikmaakt van laserlicht terwijl radar gebruikmaakt van radiogolven.
Hierdoor kunnen met lidar veel kleinere objecten worden gedetecteerd dan met radar. De golflengte van radiogolven ligt rond de 1 cm, die van laserlicht tussen de 10 µm en 250 nm. Bij deze golflengte zullen de golven beter door kleine objecten worden gereflecteerd.
Het acronym LADAR voor LAser Detection And Ranging wordt voornamelijk voor militaire toepassingen gebruikt. Laser radar wordt ook wel gebruikt maar is een stuk minder gebruikelijk.

## Toepassingen

### Afstandsbepaling

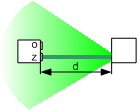
afstandsbepaling

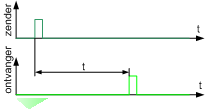
afstandsbepaling

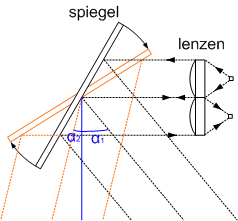
hoogtebepaling

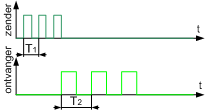
snelheidsbepaling

Lidar wordt gebruikt om de afstand tot een object te bepalen. Dit gebeurt als volgt: een laserstraal vertrekt bij de zender {\displaystyle Z} en komt enige tijd later terug bij de ontvanger {\displaystyle O}. Uit het tijdsverschil tussen zenden en ontvangen kan de afstand worden berekend.
{\displaystyle d={\frac {c\cdot t}{2\cdot n}}}
met 
{\displaystyle d}: afstand in m
{\displaystyle c}: lichtsnelheid in vacuüm, 299.792.458 m/s
{\displaystyle t}: tijd in s
{\displaystyle n}: brekingsindex
Doordat de straal van een laser, in tegenstelling tot radiogolven zeer gebundeld blijft, is het mogelijk een oppervlaktescan te doen. Vanuit bijvoorbeeld een drone kunnen de hoogtelijnen van een landschap worden bepaald.
Dit wordt gedaan door veel verschillende metingen achter elkaar te doen, met telkens een andere hoek van de spiegel. Zo kan een gebied worden gescand. Bij de hoogteberekening moet met de hoek {\displaystyle \alpha } rekening worden gehouden.
{\displaystyle h_{werkelijk}=h_{gemeten}\cdot \cos {\alpha }}

### Snelheidsbepaling
Daarnaast is het met lidar mogelijk om snelheden te meten. Dankzij het dopplereffect kan de snelheid van het voorwerp worden bepaald. De verandering in periodetijd van het gereflecteerde licht bepaalt de snelheid van het voorwerp volgens de volgende formule:
{\displaystyle v=\left({\frac {T_{1}}{T_{2}}}-1\right)\cdot {\frac {c}{n}}}
met 
{\displaystyle v} = snelheid voorwerp in m/s
{\displaystyle T} = periode in s
{\displaystyle c} = lichtsnelheid in vacuüm
{\displaystyle n} = refractieindex.

### Civiel gebruik
De NASA gebruikt lidar om de wolkendichtheid en luchtvervuiling op de aarde te meten
en om veranderingen in de dikte van gletsjers en ijslagen op de polen te bepalen.
Daarnaast wordt lidar ingezet om hoogteverschillen in landschappen in kaart te brengen, zoals bijvoorbeeld bij het Actueel Hoogtebestand Nederland. Ook daar wordt geen radar voor gebruikt maar dus lidar, omdat dat relatief ongevoelig is voor begroeiing. Weliswaar zal het bladerdak een gedeelte van het licht weerkaatsen, maar door de korte golflengte zal een gedeelte van het laserlicht toch de grond bereiken. Door dit verschil te meten kan  worden berekend hoe dicht een gebied bebost is en hoeveel CO2 vastgelegd is in een woud.
Archeologen zetten lidar in om overwoekerde ruïnes te zoeken. Zo werd in 2010 de Mayastad Caracol in kaart gebracht.
Er werden in Duitsland tientallen Romeinse oefenkampen ontdekt, bijvoorbeeld in het Kottenforst nabij Bonn.
In België werden restanten van talrijke Duitse stellingen van het Ardennenoffensief teruggevonden.